# Ugo di Bard

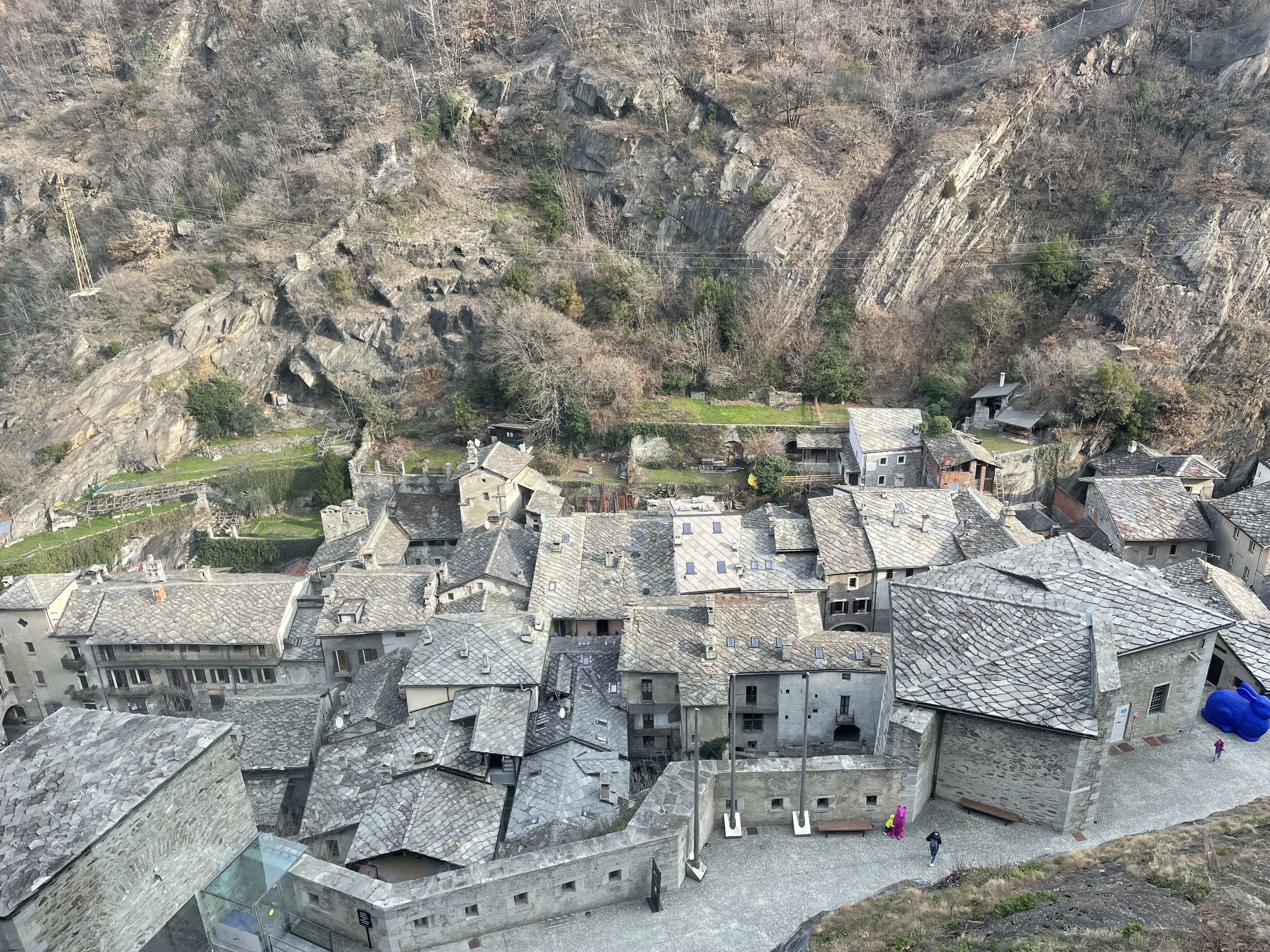
Panorama di Bard

Ugo di Bard (in francese, Hugues de Bard) (fl. XIII secolo) è stato un nobile italiano, signore del feudo valdostano di Bard nel 1200, prima di essere spodestato dai Savoia, desiderosi di appropriarsi di questa strategica roccaforte per potersi poi espandere nel Canavese.

## Biografia
Figlio di Otton, nel 1198 viene insignito, insieme al fratello Guillaume, signore di Pont-Saint-Martin, della cittadinanza onoraria eporediese, dopo aver aiutato il vescovo di Ivrea nella guerra contro il comune di Vercelli.
Nel 1230 si rifiuta di giurare nuovamente fedeltà al conte Amedeo IV di Savoia, che ha così un pretesto per attaccarlo con l'aiuto di Gotofredo I di Challant, signore di Graines. Probabilmente il sabaudo è riuscito ad appropriarsi del castello e dell'esteso feudo di Ugo senza ricorrere al conflitto armato, che avrebbe portato ad una grave perdita di uomini, ma, e questa è l'ipotesi più accreditata, con una corresponsione di denaro nei confronti del castellano.
Intorno al 1242 il Bard cede tutti i suoi terreni, compreso anche una parte del mandamento di Donnas, e nel maniero si insedia un funzionario comitale. Probabilmente Ugo se ne andrà in esilio in Borgogna, senza più tornare nei suoi ex domini.
È fondatore dei casati dei Sarriod de la Tour e dei Sarriod d'Introd, eredi di suo figlio Marco di Bard. La sua famiglia proviene, secondo la leggenda, da Bar, in Lorena.